# Порт Измир
Порт Измир ( тур. İzmir Limanı), также известный как порт Алсанджак, — крупный морской порт в Измирском заливе в Турции.

## История
Измир исторически являлся важным портом ещё со времён Османской империи. Первая пристань в порту была построена в 1869 году. Современный порт был построен в период с 1955 по 1959 год. Первым оператором порта была Турецкая железная дорога. В 1960 году порт был передан в управление государственному банку DenizBank, специализирующемуся на морском бизнесе. 1 января 1989 года порт снова перешел под управление Турецкой железной дороги. 
В 2007 году была предпринята попытка приватизации порта, однако она была остановлена по юридическим причинам. В марте 2017 года порт Измир стал портом-побратимом порта Майами. В 2018 году порт был передан в управление Фонду благосостояния Турции. 
В 2023 году стало известно о переговорах о продаже порта инвестору из страны Персидского залива. По слухам, покупателем должна была выступить абу-дабийская AD Ports. В декабре 2023 года намерения AD Ports по покупке порта были подтверждены, и было раскрыто, что абу-дабийская компания начала процесс покупки. Сделка по покупке контрольного пакета порта была оценена в 500 миллионов долларов.

## Технические детали
Общая площадь территории порта составляет 902 000 квадратных метров (0,35 кв. миль). Общая протяжённость причальной линии составляет 3386 метров (11 109 футов). Благодаря такой длине, порт может одновременно принимать до 18 судов. Средняя глубина акватории составляет 11 метров (36 футов).

## Бизнес
В 2018 году порт принял 2047 морских судов. Грузооборот порта в том же году составил 9 миллионов тонн.